# Suprafață desfășurabilă

Cilindrul este un exemplu de suprafață desfășurabilă

În matematică o suprafață desfășurabilă este o suprafață netedă cu curbura gaussiană⁠(d) zero. Adică este o suprafață care poate fi aplatizată pe un plan fără a fi distorsionată⁠(d) (pentru asta poate fi îndoită fără întindere sau comprimare). Invers, este o suprafață care poate fi realizată prin transformarea unui plan (adică prin „pliere”, „îndoire”, „rulare”, „tăiere” și/sau „lipire”). în spațiul tridimensional toate suprafețele desfășurabile sunt suprafețe riglate⁠(d), dar nu și invers. În spațiul cvadridimensional {\displaystyle \mathbb {R} ^{4}} există suprafețe desfășurabile care nu sunt riglate.
Anvelopa⁠(d) unei familii de plane care depinde de un singur parametru este o suprafață desfășurabilă.

## Descriere și exemple
Formal, în matematică, o suprafață desfășurabilă este o suprafață cu curbură gaussiană zero. O consecință a acestui fapt este că toate suprafețele „desfășurabile” din spațiul tridimensional sunt suprafețe riglate (deși hiperboloidele sunt exemple de suprafețe riglate care nu sunt desfășurabile). Din această cauză, multe suprafețe desfășurabile pot fi vizualizate ca suprafața formată prin deplasarea unei linii drepte în spațiu. De exemplu, un con este format prin menținerea fixă a unui punct al unei drepte în timp ce deplasarea unui alt punct se face pe un cerc.
Exemple de suprafețe desfășurabile în spațiul tridimensional:
- Cilindrul comun, inclusiv suprafața cilindrică (generalizată) a cărei curbă directoare este o curbă netedă.
- Trivial, planele, care pot fi privite ca suprafețe cilindrice a căror curbă directoare este o dreaptă.
- Conurile comune, inclusiv suprafețele conice (generalizate) ale cărei curbe directoare sunt curbe netede.
- Oloidul și sfericonul sunt corpuri ale căror suprafețe sunt desfășurabile.
- Desfășurate ale tangentelor, suprafețe obținute din tangentele la anumite curbe din spațiu.
- Torul are o metrică care este desfășurabilă, care poate fi realizată în spațiul tridimensional prin teoremele de imersie ale lui Nash⁠(d)[2] și are o reprezentare simplă în spațiul cvadridimensional ca produs cartezian a două cercuri, v. tor Clifford⁠(d).

### Aplicații

Comparația proiecțiilor la hărțile tangente și secante cilindrice, conice și azimutale cu paralela standard afișată cu roșu. Zonele portocalii indică deformări în plus (întinderi), iar cele albastre deschis deformări în minus (comprimări).

Suprafețele desfășurabile au câteva aplicații practice.
Mecanismele desfășurabile sunt mecanisme a căror componente sunt situate spațial pe o suprafață desfășurabilă, ca urmare pot fi desfășurate.
Multe proiecții cartografice proiectează Pământul pe o suprafață desfășurabilă, care apoi este desfășurată, devenind o hartă.
Deoarece suprafețele desfășurabile pot fi construite prin îndoirea unei foi plate, acestea sunt importante în producerea obiectelor din tablă, carton (ondulat) și placaj. O industrie care utilizează extensiv suprafețe dsfășurabile sunt construcțiile navale.

## Suprafețe nedesfășurabile
Majoritatea suprafețelor netede (și majoritatea suprafețelor în general) nu sunt suprafețe desfășurabile. Suprafețele nedesfășurabile sunt descrise ca având „dublă curbură”, „curbură gaussiană diferită de zero” etc.
Exemple de suprafețe nedesfășurabile:
- Sferele nu sunt desfășurabile în nicio metrică, ele nu pot fi desfășurate în plan.
- Elicoidul este o suprafață riglată, dar nu și desfășurabilă.
- Paraboloidul hiperbolic și hiperboloidul sunt suprafețe riglate, dar nu și desfășurabile.

### Aplicații ale suprafețelor nedesfășurabile
Multe suprafețe folosite în construcții devin mai rezistente dacă au dublă curbură (prin urmare nu sunt desfășurabile). 